# Мартынова, Наталья Сергеевна
Наталья Сергеевна Мартынова (род. 19 ноября 1970, Иркутск) — советская и российская лыжница и биатлонистка. В лыжных гонках — участница двух зимних Олимпиад (1992 и 1994), призёр этапа Кубка мира, чемпионка России. В биатлоне — чемпионка и серебряный призёр чемпионата Европы (1997). Мастер спорта России международного класса по лыжным гонкам и биатлону.

## Биография
Воспитанница иркутской ДЮСШ № 3, первый тренер — Николай Павлович Гаврюшкин. На национальных соревнованиях представляла город Иркутск.
На зимней Олимпиаде 1992 года в Альбервиле участвовала в составе «объединённой команды» (СНГ), стартовала в одной дисциплине — гонке на 15 км классическим стилем, где заняла 12-е место. На следующей Олимпиаде, в 1994 году в Лиллехаммере участвовала в гонке на 30 км классическим стилем и заняла 23-е место.
На Кубке мира по лыжным гонкам лучший результат показала в январе 1994 года в Осло, заняв третье место на дистанции 15 км. В составе российской эстафеты становилась победительницей на этапе в Саппоро и неоднократно поднималась на пьедестал. В общем зачёте Кубка мира лучший результат — 16-е место в сезоне 1994/95 (195 очков).
В 1995 году участвовала в чемпионате мира в Тандер-Бей и финишировала 28-й в гонке на 15 км. Становилась чемпионкой и неоднократным призёром чемпионата России по лыжным гонкам.
В 1996 году перешла в биатлон. На чемпионате Европы 1997 года в австрийском Виндишгарстене стала чемпионкой в эстафете в составе сборной России вместе с Ириной Милешиной и Альбиной Ахатовой, а в спринте выиграла серебряную медаль. В сезоне 1997/98 участвовала в Кубке мира по биатлону, стартовала в трёх гонках, и в первой из них — спринте на этапе в Лиллехаммере, показала свой лучший результат — 36-е место. По окончании сезона, не отобравшись на Олимпиаду-1998, завершила спортивную карьеру.
Дальнейшая судьба не известна.

## Личная жизнь
Окончила Смоленский государственный институт физической культуры.